# Aloe shadensis
Aloe shadensis ist eine Pflanzenart der Gattung der Aloen in der Unterfamilie der Affodillgewächse (Asphodeloideae). Das Artepitheton shadensis verweist auf das Vorkommen der Art in Jabal Shada in Saudi-Arabien.

## Beschreibung

### Vegetative Merkmale
Aloe shadensis wächst stammlos und einzeln. Die ausgebreiteten bis aufsteigenden, lanzettlich verschmälerten Laubblätter bilden eine dichte Rosette. Die etwas rosagraue Blattspreite ist etwa 60 Zentimeter lang und 15 Zentimeter breit. Die hellbraunen Zähne am Blattrand sind klein und stehen weit voneinander entfernt.

### Blütenstände und Blüten
Der aufrechte Blütenstand weist zwei bis fünf Zweige auf und erreicht eine Länge von 150 Zentimeter. Die ziemlich dichten, zylindrischen Trauben sind etwa 25 Zentimeter lang. Die Brakteen weisen eine Länge von 7 bis 9 Millimeter auf und sind 3 bis 4 Millimeter breit. Die gebogenen, hellrosafarben Blüten stehen an 7 bis 11 Millimeter langen Blütenstielen. Sie sind 30 bis 35 Millimeter lang und an der Basis kurz verschmälert. Auf Höhe des Fruchtknotens weisen die Blüten einen Durchmesser von 6 bis 7 Millimeter auf. Darüber sind sie nicht verengt. Ihre äußeren Perigonblätter sind auf einer Länge von 17 Millimetern nicht miteinander verwachsen. Die Staubblätter ragen nicht und der Griffel 5 Millimeter aus der Blüte heraus.

## Systematik und Verbreitung
Aloe shadensis ist in Saudi-Arabien in waldiger Vegetation auf Granit in Höhen von 750 bis 1800 Metern verbreitet.
Die Erstbeschreibung durch John Jacob Lavranos und Iris Sheila Collenette wurde im Jahr 2000 veröffentlicht.

## Nachweise